# Babylonokia

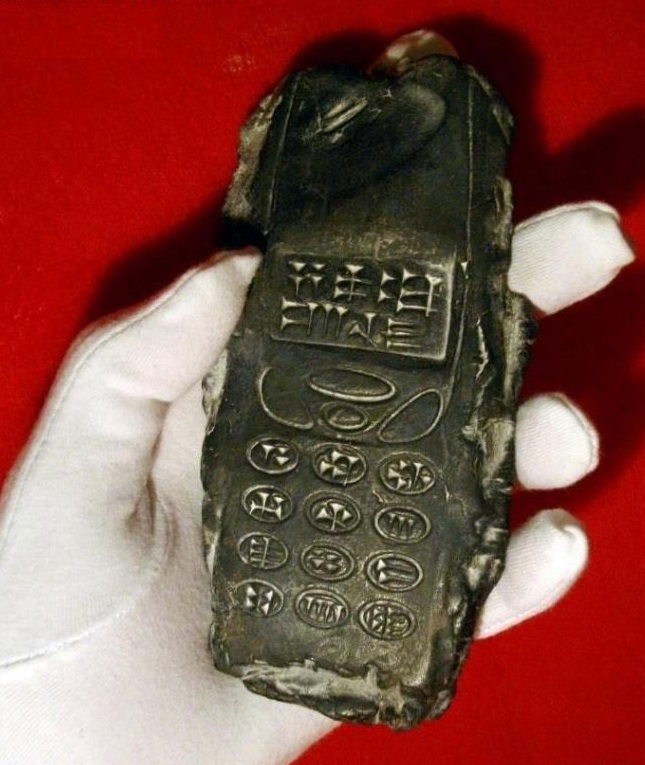
Hình chụp Babylonokia

Babylonokia (còn gọi là Babylon-Nokia, Alien-Mobile, và Cuneiform Mobile Phone) là một tác phẩm nghệ thuật năm 2012 của Karl Weingärtner dưới dạng một viên đất sét có hình dạng giống như điện thoại di động, các phím và màn hình hiển thị chữ hình nêm. Weingärtner tạo ra tác phẩm nhằm phản ánh đà phát triển trong công nghệ thông tin từ thế giới cổ đại đến hiện tại. Tuy nhiên, tác phẩm này sau đó bị những người nghiên cứu khảo cổ theo hình thức phi khoa học  trình bày một cách sai lạc rằng đây là khám phá khảo cổ học 800 năm tuổi; câu chuyện này đã được phổ biến rộng rãi trong một video trên kênh YouTube Paranormal Crucible và dẫn đến việc tác phẩm này được một số nguồn báo chí đưa tin như một bí ẩn mới được khám phá.

## Tác phẩm nghệ thuật
Weingärtner đã tạo ra một tấm bảng đất sét kiểu điện thoại với các dấu hiệu hình nêm như một phản ứng cho một cuộc triển lãm tại Bảo tàng Liên lạc ở Berlin có tên gọi Từ chữ hình nêm cho đến tin nhắn SMS: Liên lạc một lần và hôm nay, cũng như những tác động toàn cầu mang tính tiêu cực của công nghệ thông tin. Chữ hình nêm báo hiệu sự khởi đầu của tài liệu bằng văn bản của thông tin.
Trên thực tế nó là một bản sao đất sét của những gì dường như là một chiếc điện thoại di động Sony Ericsson S868, một thứ mốt từ thập niên 1990, không có ý nghĩa cho tay nghệ sĩ đã sử dụng nó như một phép ẩn dụ cho các thiết bị di động nói chung.
Tác phẩm nghệ thuật này là duy nhất và được tay nghệ sĩ giữ trong một nhà kho đặc biệt. Nó có sẵn theo yêu cầu cho các bảo tàng và triển lãm mượn trưng bày. Nó được làm từ đất sét, nặng 91 gram, và đo khoảng 13,5 nhân 6,5 nhân 0,8 xentimét (5,31 nhân 2,56 nhân 0,31 in).

## Xuyên tạc
Weingärtner đã đăng một bức ảnh về tấm hình này trên Facebook như là một phần trong việc bày bán tác phẩm của mình, và một người bình luận trên Facebook đặt ra cái tên "BabyloNokia". Ba năm sau, hình ảnh đã được đăng lên trang web Conspiracy Club với tiêu đề "Điện thoại di động 800 năm tuổi được tìm thấy ở Áo? Hãy kiểm tra xem sao." Biên tập viên tờ UFO Sighting Daily đã cho biết hình ảnh Babylonokia chính là bằng chứng các phi hành gia cổ đại từng viếng thăm Trái Đất trong quá khứ. Tờ Daily Express, một tờ báo lá cải của Anh, đã đăng lại ảnh chụp của Weingärtner mà không chú thích kỹ càng và tuyên bố rằng vật phẩm này có niên đại vào thế kỷ XIII TCN.
Nói về việc sử dụng hình ảnh của các trang web và báo chí ngoài lề, Weingärtner nói "Bức ảnh được sử dụng mà tôi không hề hay biết và không có sự đồng ý của tôi. [...] Đó không phải là điều tôi muốn. Tôi không tin vào UFO và tôi không tin vào người ngoài hành tinh."